# Sayers (cràter)
Sayers és un cràter d'impacte en el planeta Venus de 98 km de diàmetre. Porta el nom de Dorothy L. Sayers (1893-1957), novel·lista i dramaturga britànica, i el seu nom va ser aprovat per la Unió Astronòmica Internacional el 1994.